# Хёне, Кристоф
Кристоф Хёне (нем. Christoph Höhne; род. 12 февраля 1941, Борсдорф, Саксония) — восточно-германский легкоатлет (спортивная ходьба), чемпион и призёр чемпионатов Европы и Кубков мира, чемпион летних Олимпийских игр 1968 года в Мехико, участник трёх Олимпиад, рекордсмен мира.

## Биография

### Спортивная карьера
Специализировался в ходьбе на 50 км. На летних Олимпийских играх 1964 года в Токио Хёне занял 6-е место с результатом 4-17:41,6 с.
На следующей летней Олимпиаде в Мехико Хёне стал олимпийским чемпионом с результатом 4-20:13,6 с, опередив ставшего вторым венгра Антала Кисса (4-30:17,0 с) и бронзового призёра американца Ларри Янга (4-31:55,4 с).
На последней для себя летней Олимпиаде 1972 года в Мюнхене Хёне занял 14-е место (4-20:43,8 с) и остался далеко за чертой медалистов. Руководители команды ГДР незадолго до старта получили анонимное сообщение, что Хёне хочет сбежать в ФРГ во время соревнований. Они не поверили сообщениям, но Хёне вышел на старт очень расстроенным и не смог удачно выступить.
В 1963—1965 и 1968—1971 годах становился чемпионом ГДР в ходьбе на 50 км. В этот же период установил пять мировых рекордов на этой дистанции. Считался одним из лучших ходоков мира 1960-х — 1970-х годов.

### Дальнейшая жизнь
После ухода из большого спорта Хёне занялся спортивной фотографией и достиг в этом больших успехов. В частности, он выиграл золотую медаль международной выставки спортивной фотографии в 1978 году. После объединения Германии Хёне работал фотографом в газетах «Junge Welt» и «Sportecho».

### Родственные связи
Хёне является шурином другого известного восточно-германского спортивного ходока Ханса-Георга Райманна.